# Visual Effects Society
A Visual Effects Society (VES; também conhecido em português como Sociedade de Efeitos Visuais) é uma organização da indústria do entretenimento que representa profissionais de efeitos visuais, incluindo artistas, animadores, tecnólogos, modelistas, educadores, líderes de estúdio, supervisores, especialistas em relações públicas/marketing e produtores de cinema, televisão, comerciais, videoclipes e jogos eletrônicos. Possui cerca de 4 000 membros em 42 países. Desde 2002, produz o Visual Effects Society Awards (VES Awards), que homenageia os melhores trabalhos do ano anterior em várias categorias.

## Lista de filmes mais influentes em efeitos visuais
Em 2007, a Visual Effects Society divulgou sua lista dos 50 filmes mais influentes em efeitos visuais (devido a empates, na verdade houve 51 filmes na lista):
- 1. Star Wars (1977)
- 2. Blade Runner (1982)
- 3. 2001: A Space Odyssey (1968)
- (empate) The Matrix (1999)
- 5. Jurassic Park (1993)
- 6. Tron (1982)
- 7. King Kong (1933)
- 8. Close Encounters of the Third Kind (1977)
- 9. Alien (1979)
- 10. The Abyss (1989)
- 11. The Empire Strikes Back (1980)
- 12. Metropolis (1927)
- 13. Le voyage dans la Lune (1902)
- 14. Terminator 2: Judgment Day (1991)
- 15. The Wizard of Oz (1939)
- 16. Who Framed Roger Rabbit (1988)
- 17. Raiders of the Lost Ark (1981)
- 18. Titanic (1997)
- 19. The Lord of the Rings: The Fellowship of the Ring (2001)
- 20. Jason and the Argonauts (1963)
- (empate) E.T. the Extra-Terrestrial (1982)
- 22. Toy Story (1995)
- 23. Pirates of the Caribbean: Dead Man's Chest (2006)
- 24. The Ten Commandments (1956)
- 25. The War of the Worlds (1953)
- (empate) Forrest Gump (1994)
- (empate) Citizen Kane (1941)
- (empate) The 7th Voyage of Sinbad (1958)
- (empate) 20,000 Leagues Under the Sea (1954)
- 30. The Terminator (1984)
- 31. Aliens (1986)
- 32. Mary Poppins (1964)
- 33. The Lord of the Rings: The Return of the King (2003)
- 34. Forbidden Planet (1956)
- 35. Babe (1995)
- 36. The Day the Earth Stood Still (1951)
- (empate) The Lord of the Rings: The Two Towers (2002)
- 38. King Kong (2005)
- 39. Planet of the Apes (1968)
- 40. Fantastic Voyage (1966)
- 41. Jaws (1975)
- 42. Ghostbusters (1984)
- 43. Sin City (2005)
- 44. Superman (1978)
- 45. Snow White and the Seven Dwarfs (1937)
- 46. The Lost World (1925)
- (empate) Return of the Jedi (1983)
- 48. What Dreams May Come (1998)
- 49. An American Werewolf in London (1981)
- 50. Darby O'Gill and the Little People (1958)
- (empate) The Fifth Element (1997)

Em 2017, mais 21 filmes foram adicionados à lista:
- 300 (2007)
- Apollo 13 (1995)
- Avatar (2009)
- Back to the Future (1985)
- The Curious Case of Benjamin Button (2008)
- District 9 (2009)
- Ex Machina (2015)
- Gertie the Dinosaur (1914)
- Gojira (1954)
- Gravity (2013)
- Inception (2010)
- Independence Day (1996)
- Life of Pi (2012)
- Mad Max: Fury Road (2015)
- The Mask (1994)
- Rise of the Planet of the Apes (2011)
- Starship Troopers (1997)
- The Thing (1982)
- Total Recall (1990)
- Transformers (2007)
- Young Sherlock Holmes (1985)